# Hermann Dür
Hermann Dür (23 de junio de 1925) es un jinete suizo que compitió en la modalidad de doma. Ganó una medalla de bronce en el Campeonato Mundial de Doma de 1974 y una medalla de bronce en el Campeonato Europeo de Doma de 1973.

## Palmarés internacional
| Campeonato Mundial | Campeonato Mundial     | Campeonato Mundial | Campeonato Mundial |
| Año                | Lugar                  | Medalla            | Categoría          |
| ------------------ | ---------------------- | ------------------ | ------------------ |
| 1974               | Copenhague (Dinamarca) | Medalla de bronce  | Por equipos        |
| Campeonato Europeo |                        |                    |                    |
| Año                | Lugar                  | Medalla            | Categoría          |
| 1973               | Aquisgrán (RFA)        | Medalla de bronce  | Por equipos        |